# زلاتكو ميسيتش
زلاتكو ميسيتش (بالكرواتية: Zlatko Mesić)‏ هو لاعب كرة قدم كرواتي في مركز الدفاع، ولد في 13 أبريل 1946 في زغرب في كرواتيا، وتوفي في 21 يناير 2020. لعب مع دينامو زغرب.